# Mizoginia

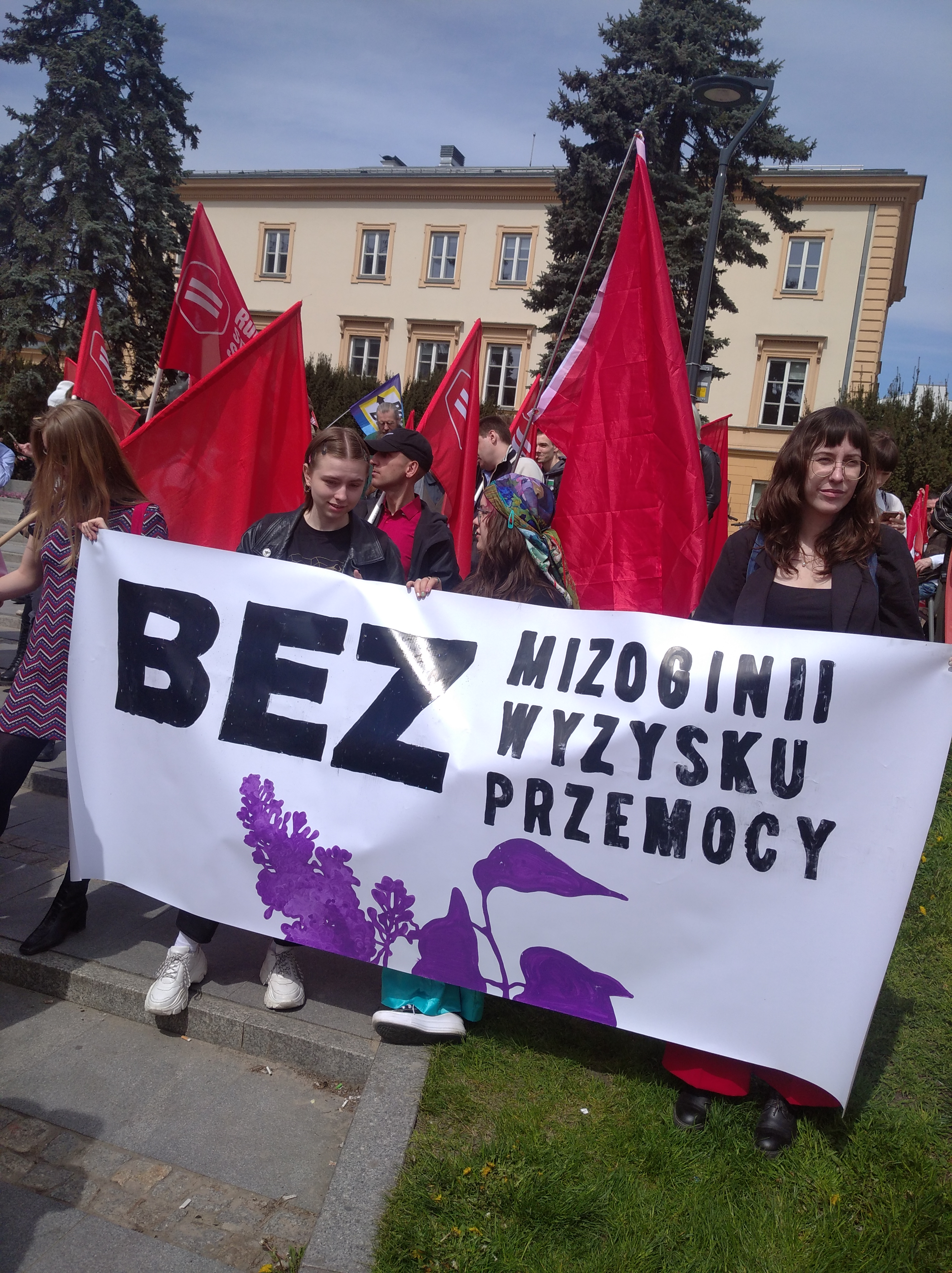
Antymizoginistyczny transparent niesiony na pochodzie pierwszomajowym w 2022.

Mizoginia (stgr. μῖσος mĩsos „nienawiść”, γυνή gynḗ „kobieta”) – nienawiść, pogarda lub uprzedzenie wobec kobiet lub dziewcząt. Mizoginia przejawia się na wiele sposobów, między innymi poprzez wykluczenie społeczne, dyskryminację ze względu na płeć, wrogość, androcentryzm, patriarchat, uprzywilejowanie mężczyzn, poniżanie kobiet, pozbawianie kobiet praw obywatelskich, przemoc wobec kobiet i uprzedmiotowienie seksualne. Mizoginizm można spotkać w świętych tekstach religijnych, mitologiach oraz filozofii zachodniej i wschodniej, w każdych warunkach historycznych i w formach kulturowo utrwalonych.
Według Karlheinza Deschnera nienawiść do kobiet pojawiła się po upadku społeczności matriarchalnych i sugeruje on, że „być może jest wynikiem nieczystego sumienia mężczyzny, jego kompleksu niższości, obawy przed zemstą kobiety, zapewne wynika także z lęku przed jej funkcją rozrodczą”.

## Definicje
Według socjologa Allana G. Johnsona „mizoginia to kulturowa postawa nienawiści wobec kobiet ze względu na to, że są kobietami”.  Johnson twierdzi, że:
Mizoginia [...] stanowi główną składową seksistowskich uprzedzeń i ideologii oraz jako taka stanowi istotną przyczynę ucisku kobiet w społeczeństwach zdominowanych przez mężczyzn. Mizoginizm objawia się na wiele różnych sposobów, począwszy od żartów, poprzez pornografię, przemoc, aż po poczucie pogardy wobec własnego ciała, które kobiety uczy się odczuwać.
Socjolog Michael Flood z Uniwersytetu w Wollongong definiuje mizoginizm jako nienawiść do kobiet, a także zauważa:
Chociaż najczęściej występuje u mężczyzn, mizoginizm istnieje i jest praktykowany przez kobiety przeciwko innym kobietom, a nawet sobie samym. Mizoginia funkcjonuje jako ideologia lub system przekonań, który od tysięcy lat towarzyszy patriarchalnym lub zdominowanym przez mężczyzn społeczeństwom i wciąż umieszcza kobiety na podrzędnych pozycjach z ograniczonym dostępem do władzy i podejmowania decyzji. [...] Arystoteles utrzymywał, że kobiety istnieją jako naturalne deformacje lub niedoskonałe samce. [...] Od tego czasu kobiety w kulturach zachodnich zinternalizowały swoją rolę jako kozły ofiarne społeczeństwa, pod wpływem multimedialnego uprzedmiotowienia kobiet z ich kulturowo usankcjonowaną nienawiścią do siebie i fiksacją na chirurgii plastycznej, anoreksją i bulimią.
Słowniki definiują mizoginizm jako „nienawiść do kobiet” oraz jako „nienawiść, niechęć lub nieufność wobec kobiet”. W 2012 roku, przede wszystkim w odpowiedzi na wydarzenia w australijskim parlamencie, Słownik Macquarie (dokumentujący australijski angielski i nowozelandzki angielski) rozszerzył tę definicję nie tylko o nienawiść do kobiet, ale także o „utrwalone uprzedzenia wobec kobiet”. Odpowiednikiem mizoginizmu jest mizandryzm, nienawiść lub niechęć do mężczyzn; antonimem mizoginizmu jest filoginizm, czyli miłość lub sympatia do kobiet.

## W religiach

### Religia starożytnej Grecji
W książce Misogyny: The World's Oldest Prejudice, Jack Holland twierdzi, że istnieją oznaki mizoginii w mitologii antycznego świata. W mitologii greckiej według Hesiodu rasa ludzka doświadczyła spokojnej, autonomicznej egzystencji jako towarzysze bogów jeszcze przed powstaniem kobiet. Kiedy Prometeusz postanawia ukraść bogom tajemnicę ognia, Zeus wpada w furię i postanawia ukarać ludzkość „złą rzeczą za ich rozkosz”. Tą „złą rzeczą” jest Pandora, pierwsza kobieta, która nosiła słoik (zwykle opisywany niepoprawnie — jako pudełko), którego kazano jej nigdy nie otwierać. Epimeteusz (brat Prometeusza) jest przytłoczony jej urodą, lekceważy ostrzeżenia Prometeusza o niej, i żeni się z nią. Pandora nie może oprzeć się zaglądaniu do słoika, a otwierając go, wyzwala w świecie całe zło: poród, chorobę, starość i śmierć.

### Islam
Czwarty rozdział (lub sura) Koranu nazywa się „Kobiety” (An-Nisa). Jego 34. werset stanowi kluczowy element w feministycznej krytyce islamu. Werset ten brzmi:
Mężczyźni maja pierwszeństwo nad kobietami, ponieważ Bóg dał im wyższość nad niemi i wyposaża je przez mężczyzn. Żony powinny być posłuszne, zachowywać tajemnice mężów swoich, gdyż pod ich straż niebo je oddało; mężowie doznający ich nieposłuszeństwa, mogą je karać, zostawić w osobnych lożach, a nawet bić je; uległość niewiast powinna dla nich być uchroną od złego z niemi obchodzenia się. Bóg jest wielki i przenikający.
W swojej książce Popular Islam and Misogyny: A Case Study of Bangladesh Taj Hashmi omawia kwestię mizoginii w odniesieniu do kultury muzułmańskiej, pisząc:
Za sprawą subiektywnych interpretacji Koranu (prawie wyłącznie przez mężczyzn), dominacji mizoginicznych mułłów i regresywnego prawa szariatu w większości krajów „muzułmańskich”, islam jest synonimicznie znany jako promotor mizoginizmu w najgorszej formie. Chociaż nie ma sposobu na obronę tak zwanych „wielkich” tradycji islamu jako libertariańskich i egalitarnych w odniesieniu do kobiet, to możemy postawić granicę między tekstami koranicznymi a trzonem rzekomo mizoginistycznego pisma i słów mułły, które mają bardzo małe lub żadne znaczenie dla Koranu.
W swojej książce No god but God, profesor Uniwersytetu Południowej Kalifornii Reza Aslan napisał, że „mizoginiczna interpretacja” była konsekwentnie związana z wersetem 34. An-Nisy, ponieważ objaśnienia do Koranu „były wyłączną domeną muzułmańskich mężczyzn”.

### Judaizm
Kobiety w ortodoksyjnym judaizmie są podporządkowane mężczyznom:
Studiowanie, poznawanie, wiedza są wartościami męskimi [...] Dziewczyna i kobieta mają konkretnie określoną rolę społeczną, która przypisuje je do gospodarstwa domowego. 
Ortodoksyjny judaizm stoi na stanowisku, że kobieta i mężczyzna są zasadniczo różni zarówno biologicznie, jak i psychicznie, co determinuje ich role. Wzrasta wpływ ultraortodoksyjnego rabinatu zwalczającego prawa kobiet.
W izraelskich miastach zamieszkałych przez żydowskich fundamentalistów kobiety są fizycznie atakowane przy próbach równego dostępu do obiektów religijnych, za chodzenie po ulicy w "niewłaściwym" ubiorze, a nawet ich imiona są usuwane z nazw ulic. Temat ten jest poruszany twórczo przez byłe członkinie takich mizoginistycznych religijnych wspólnot żydowskich, które stamtąd uciekły.

## Mizoginistyczne poglądy znanych zachodnich myślicieli
Wielu wpływowych zachodnich filozofów wyrażało idee, które można określić jako mizoginistyczne, między innymi Arystoteles, René Descartes, Thomas Hobbes, John Locke, David Hume, Jean-Jacques Rousseau, Georg Wilhelm Friedrich Hegel, Arthur Schopenhauer, Friedrich Nietzsche, Charles Darwin, Sigmund Freud, Otto Weininger, Oswald Spengler i John Lucas. Ze względu na wpływ tych myślicieli, feministki utożsamiają mizoginizm w kulturze zachodniej z tymi filozofami i ich ideami.

### Arystoteles
Arystoteles uważał kobiety za podrzędne i opisywał je jako „zdeformowane samce”. W swojej pracy zatytułowanej Polityka stwierdza:
w odniesieniu do płci mężczyzna jest z natury rzeczy nadrzędny, a kobieta podrzędna, mężczyzna — władca i kobieta — poddana.
Według Cynthii Freeland „Arystoteles wierzył, że odwaga mężczyzny polega na dowodzeniu, a kobiety na posłuszeństwie”; że „materia tęskni za formą, jak kobieta za mężczyzną, a brzydota za pięknem”; że kobiety mają mniej zębów niż mężczyźni; że kobieta jest niekompletnym mężczyzną lub „tak jakby — deformacją”. Arystoteles uważał, że kobiety i mężczyźni w naturalny sposób różnią się od siebie zarówno fizycznie jak i psychicznie. Twierdził, że kobiety są „bardziej złośliwe, mniej proste, bardziej impulsywne ... bardziej współczujące [,] ... chętniej wzruszają się do łez [,] ... bardziej zazdrosne, bardziej dziwaczne, bardziej skłonne do brzydzenia się i do bicia [,] ... ... bardziej skłonne do przygnębienia i mniej pełne nadziei [,] ... bardziej pozbawione wstydu lub szacunku do samego siebie, bardziej fałszywe w mowie, bardziej zwodnicze, bardziej powściągliwe [i] ... również bardziej czujne; bardziej obkurczone [i] trudniejsze do pobudzenia do działania” niż mężczyźni.

### Arthur Schopenhauer
Arthur Schopenhauer jest przez wielu uznawany za mizoginistę, m.in. przez filozofa, krytyka i pisarza Toma Grimwooda. W artykule opublikowanym w czasopiśmie filozoficznym Kritique w 2008 roku Grimwood twierdzi, że mizoginizm Schopenhauera w dużej mierze umknął uwadze, mimo że jest bardziej zauważalny niż mizoginizm innych filozofów, takich jak Nietzsche. Na przykład zauważył prace Schopenhauera, w których ten ostatni argumentował, że kobiety mają jedynie „mizerny” rozum, porównywalny z tym, jaki ma „zwierzę”, które „żyje w teraźniejszości”. Inne prace, na które zwrócił uwagę, polegały na argumencie Schopenhauera, że jedyną rolą kobiet w przyrodzie jest rozwijanie gatunku poprzez poród, a zatem są one wyposażone w siłę uwodzenia i „schwytania” mężczyzn. Dalej stwierdza, że pogoda ducha kobiet jest chaotyczna i destrukcyjna, dlatego niezbędne jest posłuszeństwo tym, którzy są racjonalni. Zauważa, że dla kobiety funkcjonowanie poza racjonalnym podporządkowaniem jest zagrożeniem zarówno dla mężczyzn, jak i dla innych kobiet. Schopenhauer uważa również, że wesołość kobiet jest wyrazem jej braku moralności i niezdolności do rozumienia abstrakcyjnych lub rzeczowych pojęć, takich jak sztuka. W ślad za tym pojawia się jego cytat: „nigdy nie udało się stworzyć ani jednego, naprawdę wielkiego, prawdziwego i oryginalnego osiągnięcia w sztukach pięknych, ani przynieść nigdzie na świecie dzieła o trwałej wartości”.  Schopenhauer został również oskarżony o mizoginizm ze względu na swój esej „O kobietach” (Über die Weiber), w którym wyraził swój sprzeciw wobec tego, co nazywał „krzyżacko-chrześcijańską głupotą” w kontekście spraw kobiet. Twierdził, że kobiety mają „z natury rzeczy być posłuszne”, ponieważ są „dziecinne, lekkomyślne i krótkowzroczne”. Twierdził, że żadna kobieta nigdy nie stworzyła dzieła sztuki ani „żadnej rzeczy o trwałej wartości”. Twierdził również, że kobiety nie posiadają żadnego prawdziwego piękna:
Tylko mężczyzna, którego intelekt jest zamglony przez własny popęd seksualny, mógłby nadać miano płci pięknej tej niedojrzałej i krótkonogiej rasie o wąskich ramionach, szerokich biodrach; bo całe piękno tej płci jest związane z tym właśnie popędem. Zamiast nazywać je piękną, byłoby więcej powodów, aby opisywać kobiety jako płeć nieestetyczna.

### Friedrich Nietzsche
Friedrich Nietzsche w swojej książce Poza dobrem i złem stwierdził, że zaostrzenie kontroli nad kobietami jest wymogiem „każdej wyższej kultury”. W książce Tako rzecze Zaratustra, pojawia się postać kobiety, która mówi: „Zamierzasz iść do kobiet? Nie zapomnij o biczu!”. W Zmierzchu bożyszcz Nietzsche pisze: „Kobiety są uważane za głębokie. Dlaczego? Ponieważ nigdy nie byliśmy w stanie poznać ich głębi. Jednak kobiety nie są nawet płytkie”. Kontrowersje wzbudza kwestia tego, czy jest to równoznaczne z mizoginizmem, czy jego polemika przeciwko kobietom ma być traktowana dosłownie, a także dokładny charakter jego opinii o kobietach.

### Georg W. F. Hegel
Poglądy Hegla na temat kobiet można określić jako mizoginistyczne. Istnieje wiele fragmentów, o których można powiedzieć, że Hegel wyraża w nich to, co teraz byłoby uznane za seksistowskie lub mizoginistyczne idee, zazwyczaj jednak cytowany jest ten z jego książki Zasady filozofii prawa:
Kobiety są zdolne do edukacji, ale nie są stworzone do działań, które wymagają uniwersalnego wykształcenia, takich jak bardziej zaawansowane nauki, filozofia i pewne formy produkcji artystycznej. [...] Różnica między mężczyznami i kobietami jest taka, jak między zwierzętami i roślinami. Mężczyźni odpowiadają zwierzętom, podczas gdy kobiety odpowiadają roślinom, ponieważ ich rozwój jest prostszy, a zasada, która leży u jego podstaw, to raczej niejasna jednolitość uczuć. Kiedy kobiety są u władzy, państwo jest w niebezpieczeństwie, ponieważ kobiety regulują swoje działania nie przez wymogi uniwersalności, ale przez arbitralne skłonności i opinie.

### Jean-Jacques Rousseau
Jean-Jacques Rousseau jest dobrze znany ze swoich poglądów przeciwko równouprawnieniu kobiet, na przykład w traktacie Emil, czyli o wychowaniu, pisze: „Zawsze uzasadniaj brzemię, które nakładasz na dziewczęta, ale narzucaj je tak czy inaczej. [...] Muszą zostać unieszkodliwione już od najmłodszych lat. [...]  Muszą być szkolone do przestrzegania dyscypliny, tak aby nie kosztowało ich nic stłumienie wszystkich swoich fantazji, aby poddać się woli innych”. Pozostałe cytaty składają się z „zamknięte w swoich domach”, „muszą przyjmować decyzje ojców i mężów podobne do tych z kościoła”.